# Trochosa joshidana
Trochosa joshidana este o specie de păianjeni din genul Trochosa, familia Lycosidae. A fost descrisă pentru prima dată de Kishida, 1909. Conform Catalogue of Life specia Trochosa joshidana nu are subspecii cunoscute.